# James, Viconte de Severn
James Alexander Philip Theo Mountbatten-Windsor, viconte Severn (n. 17 decembrie 2007, Frimley⁠(d), Anglia, Regatul Unit) este copilul mai mic al prințului Edward, Conte de Wessex și Forfar, și al Sophiei, Contesă de Wessex și Forfar. Este cel mai tânăr nepot al reginei Elisabeta a II-a și al prințului Filip, Duce de Edinburgh, și un nepot al regelui Carol al III-lea. El este al 14-lea în linia de succesiune la tronul britanic.

## Nașterea și botezul
Vicontele de Severn s-a născut pe 17 decembrie 2007, la Spitalul Frimley Park din Frimley, Surrey. Numele James Alexander Philip Theo a fost anunțat pe 21 decembrie.
A fost botezat la 19 aprilie 2008, în Capela privată a Castelului Windsor, de David Conner, decanul Windsor, iar nașii săi au fost Alastair Bruce din Crionaich, Duncan Bullivant, Thomas Hill, Denise Poulton și Jeanye Irwin. El a purtat o replică recent făcută a rochiei regale de botez folosită inițial de Victoria, copilul cel mai mare al reginei Victoria, în 1840. De atunci a fost purtată la majoritatea botezurilor regale, iar rochia originală este acum conservată.
Incepînd cu anul 2020, Vicontele de Severn incepe sa urmeze cursurile la Eagle House School, o școală pregătitoare mixtă în apropiere de Sandhurst în Berkshire.

## Apariții oficiale
În aprilie 2015, James și sora lui, Lady Louise, au participat la primul lor anganjament în străinătate, însoțindu-și părinții într-o călătorie în Africa de Sud. În septembrie 2020, James a participat la Great British Beach Clean împreună cu familia sa la Southsea Beach din Hampshire, în sprijinul Societății pentru Conservarea Marinei.
În martie 2022, James a participat la slujba de pomenire pentru prințul Philip, Duce de Edinburgh. În iunie 2022, a participat la Serviciul Național de Ziua Recunoștinței pentru Jubileul de Platină și la Petrecerea de Platină de la Palat.
Pe 17 septembrie 2022, în timpul perioadei de doliu oficial pentru regina Elisabeta a II-a, James s-a alăturat surorii sale și celor șase veri pentru a organiza o veghe de 15 minute în jurul catafalcului suveranei, depus la Westminster Hall.

## Titluri, stiluri și onoruri

### Titluri și stiluri
James este numit viconte de Severn.Titlul Viconte de Severn recunoaște rădăcinile galeze ale familiei mamei sale: râul Severn se ridică în Țara Galilor. Scrisorile patente emise în 1917 atribuie un statut princiar și stilul de Alteță Regală tuturor copiilor fiilor unui monarh. Când părinții săi s-au căsătorit, Palatul Buckingham a anunțat că copiii lor vor fi numiți ca și copii ai unui conte, mai degrabă decât prinț sau prințesă. Astfel, comunicările curții se referă la el ca vicontele de Severn. În 2020, Contesa de Wessex și Forfar a declarat că James și sora lui și-au păstrat titlurile și stilurile regale și vor alege dacă să le folosească atunci când vor împlini fiecare 18 ani. 

### Onoruri
- 6 februarie 2012: Regina Elisabeta a II-a medalia jubileu de diamant[21]
- 6 februarie 2022: Regina Elisabeta a II-a medalia jubiliară de platină[21]

În iunie 2008, pentru a recunoaște vizita tatălui său în provincia canadiană Manitoba, locotenentul guvernatorului Manitoba a numit un lac din nordul provinciei după James.